# Liste de films LGBT au Canada
 (juillet 2018).
Si vous disposez d'ouvrages ou d'articles de référence ou si vous connaissez des sites web de qualité traitant du thème abordé ici, merci de compléter l'article en donnant les références utiles à sa vérifiabilité et en les liant à la section « Notes et références ».
La liste de films LGBT au Canada est une liste de films (longs, courts et moyens-métrages) et téléfilms produits au Canada, où les thèmes des minorités sexuelles et de genres sont présents ou évoqués explicitement ou implicitement.
Tous les films, cités ci-dessous, dans leur article, mentionnent explicitement la thématique LGBT.

## Notice
1. Titre : titre sortie France ; TQ : titre Québec ; TB : titre belge.
2. Support : film (long-métrage, court-métrage, moyen-métrage) ; film documentaire ; et éventuellement : série TV ; mini-série et téléfilms (si liés aux films et à leur(s) auteur(s) ou autrice(s) ici présent).
3. réalisateur ou réalisatrice :
  - (*) Réalisateur ou réalisatrice dont l'œuvre est marquée par les thèmes LGBT
4. Catégorie-thème LGBT :
  - H = Le film est marqué dans le Portail:LGBT ; T = dans le Portail:transidentité. La thématique LGBT est une des thématiques principales.
  - (LGBT) ou par exemple : (Canada) = film inclus dans la catégorie « LGBT au cinéma au Canada », etc. ; la thématique LGBT est abordée dans l'œuvre.
  - thème LGBT : (voir la boîte déroulante : LGBT au cinéma)
  - (thèmes connexes) = (voir la boite déroulante : catégorie « LGBT au cinéma » et lié aux LGBT au cinéma)
5. personnage(s) :
  - P = un personnage principal est LGBT (précision complémentaire) ; en gras, les personnages principaux.
    - précision complémentaire ; ceux-ci sont : lesbien, gay, bisexuel.le, transgenre, queer, intersexe…

  - S = un personnage secondaire est LGBT, (mentionné de façon explicitement sourcer - précision complémentaire)
6. Source : cette case doit être complétée pour justifier la mention de cette œuvre dans cette page.
  - fr.wp se référer à la page du film ;
  - dans le cas contraire lien externe vers des éléments de source.

## Liste
| Titre (1) | Support (2)                 | Autre(s) origine(s)                 | Année | réalisateur⋅trice & commentaire (3) | Catégorie-thème LGBT (4) | personnage(s) (5) | Source (6)                  |
| --- | --------------------------- | ----------------------------------- | ----- | ----------------------------------- | --- | --- | --------------------------- |
| Be Like Others (en) (Transsexual in Iran)                                                                                        | film documentaire           | Iran Royaume-Uni États-Unis         | 2008  | Tanaz Eshaghian                     | H - documentaire | transidentité |                             |
| Danny in the Sky | film                        | (Québec)                            | 2008  | Denis Langlois                      | | | [réf. souhaitée]            |
| Le Festin nu (Naked Lunch) | film                        | Royaume-Uni Japon                   | 1991  | David Cronenberg                    | H (Canada Japon Royaume-Uni) basé sur des faits réels | S.g. - Yves Cloquet (gay)[réf. souhaitée] - Han (gay)[réf. souhaitée] | [ 1 ]                       |
| Les Invasions barbares | film                        | France                              | 2003  | Denys Arcand                        | | P.g. - Claude (gay)[réf. souhaitée] | (cf. fr.wp)                 |
| Que faisaient les femmes pendant que l'homme marchait sur la Lune ?                                                              | film                        | Belgique France Canada Suisse       | 2001  | Chris Vander Stappen                | H (Belgique Canada France Suisse) coming out | P.l. S.l. - Sacha (lesbienne) - Odile (lesbienne) | (cf. fr.wp)                 |
| Emporte-moi | film                        | Suisse France                       | 1999  | Léa Pool                            | H (France Québec Suisse)[réf. souhaitée] | lesbien[réf. souhaitée] |                             |
| Show Me de (Canada) |                             |                                     | 2004  | Cassandra Nicolaou                  | | | [réf. souhaitée]            |
| Skin Gang (Skin Flick) |                             | Royaume-Uni Japon                   | 1999  |                                     | | |                             |
| Frida | film                        | Mexique (État de Mexico) États-Unis | 2002  | Julie Taymor                        | (États-Unis) biographie | P.l[réf. souhaitée].b-f. S.l. - Frida Kahlo (bisexuelle) - amante de Frida (relation lesbienne)[réf. souhaitée]                                                                 | (cf. fr.wp)                 |
| À corps perdu | film                        | Suisse                              | 1988  | Marcel Beaulieu Léa Pool            | H (Québec) trio | P.g.b-m. - Pierre Kurwenal (bisexuel, trio, gay) - David (bisexuel, trio) - Quentin (gay)                                                                                       | (cf. fr.wp)[réf. souhaitée] |
| Crash | film                        | Royaume-Uni                         | 1996  | David Cronenberg                    | H (Royaume-Uni Canada) | P.l[réf. nécessaire].b-m.[réf. souhaitée] S.b-m. - James Ballard (bisexuel[réf. souhaitée]) - Vaughan (bisexuel[réf. souhaitée])                                                | (cf. fr.wp)                 |
| Un soupçon de rose (Touch of Pink)                                                                                               | film                        | Royaume-Uni                         | 2004  | Ian Iqbal Rashid                    | H (Canada Royaume-Uni) homosexualité dissimulée et dans le placard - LGBTI+ appartenant à d'autre minorité - coming-out - préjugés et discriminations à l'égard des LGBT+  | P.g. S.g. - Alim et Giles (couple gay) - Khaled (gay) - autre homme (gay) | (cf. fr.wp)                 |
| La Vérité nue (Where the Truth Lies)                                                                                             | film                        | Royaume-Uni                         | 2005  | Atom Egoyan                         | (Canada Royaume-Uni) chantage autour de pratique LGBT - viol LGBT | P.l.b-f.g. - Karen (coucher avec une autre femme sous l'emprise de drogue) - Vince (gay)                                                                                        | [ 5 ]                       |
| Vapor | court-métrage               | Mexique                             | 2010  | Kaveh Nabatian                      | | P.g. |                             |
| Innocent (只爱陌生人) | film                        | Hong-Kong                           | 2005  |                                     | | |                             |
| Stardom (TQ : Stardom, le culte de la célébrité)                                                                                 | film                        | France                              | 2000  | Denys Arcand                        | | | [réf. souhaitée]            |
| Tom à la ferme | film                        | France                              | 2013  | Xavier Dolan                        | H (Québec) violence conjugale - harcèlement morale - emprise psychologique sadomasochiste - homophobie                                                                     | P.g. - Tom et feu Guillaume (gay) - Francis (gay) | (cf. fr.wp)                 |
| Deadly Skies (en) | film                        | États-Unis                          | 2005  | Sam Irvin (dir.)                    | H | |                             |
| Dim Sum Funeral (en) | film                        | États-Unis                          | 2008  | Anna Chi                            | H | lesbien |                             |
| L'Enfer d'Ethan (en) (Ethan Mao)                                                                                                 | film                        | États-Unis                          | 2004  | Quentin Lee                         | coming-out (Prostitution masculine)[réf. souhaitée] | P.g. | (cf. en.wp)                 |
| The Event | film                        | États-Unis                          | 2003  | Thom Fitzgerald (dir.)              | H - VIH-SIDA | |                             |
| Flow | film                        | États-Unis                          | 1996  |                                     | | |                             |
| Fortune and Men's Eyes (en) | film                        | États-Unis                          | 1971  | Harvey Hart (dir.)                  | (BDSM)[réf. souhaitée] | P.g. | (cf. en.wp)                 |
| High Art | film                        | États-Unis                          | 1998  | Lisa Cholodenko (*)                 | H (Canada États-Unis) inspiré de personnages réels | P.l.b-f[réf. souhaitée]. S.l. - Lucy Berliner et Greta (couple lesbien) | (cf. fr.wp)                 |
| Leave It on the Floor |                             | États-Unis                          | 2011  |                                     | | |                             |
| Jeux de mains (On the Other Hand, Death)                                                                                         | film                        | États-Unis                          | 2008  | Ron Oliver (dir.)                   | H | gay |                             |
| Shock to the System | film                        | États-Unis                          | 2006  | Ron Oliver (dir.)                   | H | gay |                             |
| Third Man Out (en) | film                        | États-Unis                          | 2005  | Ron Oliver (dir.)                   | H | gay |                             |
| Truman Capote (Capote) | film                        | États-Unis                          | 2005  | Bennett Miller                      | H (États-Unis) biographique | P.g. S.g. - Truman Capote (gay) (Philip Seymour Hoffman) - Jack Dunphy (gay) | (cf. fr.wp)                 |
| Otto; or Up with Dead People | film                        | Allemagne                           | 2008  | Bruce LaBruce                       | (Allemagne Canada) LGBT dans le cinéma gore[réf. souhaitée] | | [réf. souhaitée]            |
| Super 8½ | film                        | Allemagne                           | 1993  | Bruce LaBruce                       | H | |                             |
| Proteus | film                        | Afrique du Sud                      | 2003  | John Greyson                        | H (Afrique du Sud Canada) inspiré d'une histoire vrai - LGBT+ et autres minorités - homophobie - discrimination envers les LGBT+ - LGBT+ ayant une fin tragique            | P.g. - Claas Blank (gay) - Rijkhaart Jacobz (gay) | (cf. fr.wp)                 |
| 2 secondes | film                        |                                     | 1998  | Manon Briand                        | | | [réf. souhaitée]            |
| The Adjuster (TQ : L'Expert en sinistres)                                                                                        | film                        |                                     | 1991  | Atom Egoyan                         | | | [réf. souhaitée]            |
| Amnésie, l'énigme James Brighton (Amnesia - The James Brighton Enigma)                                                           | film                        |                                     | 2005  | Denis Langlois                      | H (Canada) inspiré d'un fais divers - religion | P.g. S.g. - James Brighton (gay) - amant de James Brighton[réf. souhaitée] (gay) - membres de l’association S.O.S. Gay (gay)                                                    | (cf. fr.wp)                 |
| Amours interdites : au-delà des préjugés, vies et paroles de lesbiennes (Forbidden Love: The Unashamed Stories of Lesbian Lives) | film documentaire           |                                     | 1992  | Aerlyn Weissman Lynne Fernie        | H (Canada) documentaire | lesbien | (cf. fr.wp)                 |
| Les Amours imaginaires | film                        |                                     | 2010  | Xavier Dolan                        | H (Québec Canada) | P.g.b-m.[réf. souhaitée] - Francis (gay) - partenaires de Francis (gay)[réf. souhaitée]                                                                                         | (cf. fr.wp)                 |
| Ararat | film                        | France[réf. souhaitée]              | 2002  | Atom Egoyan                         | | | [réf. souhaitée]            |
| The Baby Formula | film                        |                                     | 2009  | Alison Reid                         | (Canada)[réf. souhaitée] | lesbien[réf. souhaitée] |                             |
| Beefcake (film) (en) | film documentaire           |                                     | 1999  | Thom Fitzgerald                     | H - documentaire | | [réf. souhaitée]            |
| Below the Belt[réf. souhaitée]                                                                                                   | court-métrage               |                                     | 1999  |                                     | | | [réf. souhaitée]            |
| Better Than Chocolate (TQ : Meilleur que le chocolat)                                                                            | film                        |                                     | 1999  | Anne Wheeler                        | H (Canada) - coming-out | P.l. S.l.transgenre. - Maggie (lesbienne) - Kim (lesbienne) - Frances - Judy (transgenre)                                                                                       | (cf. fr.wp)                 |
| Beyond Gay: The Politics of Pride (en)                                                                                           | film documentaire           |                                     | 2009  | Bob Christie                        | H - documentaire | |                             |
| Boy, Girl (en) | court-métrage expérimental  |                                     | 1987  | Bruce LaBruce                       | H | | [réf. souhaitée]            |
| Breakfast with Scot | film                        |                                     | 2007  | Laurie Lynd                         | H | |                             |
| Carmilla | film (suite web mini-série) |                                     | 2017  | Spencer Maybee                      | vampire et LGBT | P.l. - Carmilla (lesbienne) - Laura (lesbienne) | (cf. fr.wp)[réf. souhaitée] |
| Cloudburst | film                        |                                     | 2011  | Thom Fitzgerald                     | (Canada) | P.l. - Deux femmes (ex couple lesbien) | [ 10 ]                      |
| C.R.A.Z.Y. | film                        |                                     | 2005  | Jean-Marc Vallée                    | H (H Québec) religion - acceptation de son homosexualité par soi-même et sa famille - discrimination liée à l'homosexualité                                                | P.b-m.g. S.g. - Zachary Beaulieu (bisexuel, gay[réf. souhaitée]) - un inconnu (gay) - autre personnage[réf. souhaitée]                                                          | (cf. fr.wp)                 |
| Crossing (film, 2007) (ru) (Dress to Kill)                                                                                       | film                        |                                     | 2005  | Roger Evan Larry (dir.)             | H | |                             |
| Deb and Sisi (en) | film                        |                                     | 2008  | Mark Kenneth Woods                  | H | |                             |
| De l'amour et des restes humains (Love and Human Remains)                                                                        | film                        |                                     | 1993  | Denys Arcand                        | (Canada) | P.g.b-m. S.l. - David (gay, bisexuel) - Jerri (lesbienne) | (cf. fr.wp)                 |
| Drift[réf. souhaitée] | film                        |                                     | 2000  |                                     | | | [réf. souhaitée]            |
| D'une rive à l'autre |                             |                                     | 2009  |                                     | | |                             |
| Échappée belles (en) (Saved By The Belles)                                                                                       | film                        | (Québec)                            | 2003  | Ziad Touma (en)                     | personnage LGBTI+ guide | P.transidentité. - Sheena Hershey (femme trans) | [ 13 ]                      |
| Eighteen (en) | film                        |                                     | 2004  | Richard Bell (dir.)                 | | | [réf. souhaitée]            |
| Everyone | film                        |                                     | 2004  | Bill Marchant                       | H (Canada) | P.g. - Ryan et Grant (couple gay) | (cf. fr.wp)[réf. souhaitée] |
| Exotica | film                        |                                     | 1994  | Atom Egoyan (dir.)                  | | P.g. S.g. - Thomas (gay) - danseurs rencontrés par Thomas (relation gay) | [ 15 ]                      |
| Les Feluettes (Lilies) | film                        |                                     | 1995  | John Greyson                        | H (Canada) | P.g.[réf. souhaitée] - Simon (relation gay)[réf. souhaitée] - Vallier (relation gay)[réf. souhaitée]                                                                            | (cf. fr.wp)[réf. souhaitée] |
| Fatherhood Dreams | film                        |                                     | 2007  | Julia Ivanova                       | | | [réf. souhaitée]            |
| Funkytown | film                        |                                     | 2011  | Daniel Roby                         | (Québec)[réf. souhaitée] | | [réf. souhaitée]            |
| Girl King | film                        |                                     | 2002  | Ileana Pietrobruno                  | H | transidentité |                             |
| Hommes à louer (Men for Sale) | film documentaire           |                                     | 2009  | Rodrigue Jean                       | H (Prostitution masculine) | P.g.b. |                             |
| Hustler White (en) | film                        | États-Unis Allemagne                | 1996  | Bruce LaBruce                       | (Prostitution masculine) | P.g. S.g.b-m. - Monti Ward (gay) - Jürgen Anger (gay) - l'ensemble des personnages                                                                                              | ,                           |
| Ice Blues (en) | téléfilm                    |                                     | 2008  | Ron Oliver                          | H | gay |                             |
| Ice Men (en) | film                        |                                     | 2004  | Thom Best                           | H | |                             |
| Interviews with My Next Girlfriend (d)                                                                                           | court-métrage               |                                     | 2002  | Cassandra Nicolaou                  | | | [réf. souhaitée]            |
| I've Heard the Mermaids Singing                                                                                                  | film                        |                                     | 1987  | Patricia Rozema                     | | Lesbien |                             |
| J'ai tué ma mère | film                        |                                     | 2009  | Xavier Dolan                        | H (Québec) parcours initiatique et passage à l'âge adulte - homophobie | P.g. S.g. - Hubert Minel (gay) - Antonin Rimbaud (gay) - Éric (gay) | (cf. fr.wp)                 |
| The Last Supper | film                        |                                     | 1994  | Cynthia Roberts (dir.)              | H (Canada) VIH-SIDA ; LGBTI+ et la mort (Teddy Award) | P.g. - Chris (gay, en couple) - Val (gay, en couple) | (cf. fr.wp)                 |
| Laurence Anyways | film                        |                                     | 2012  | Xavier Dolan                        | T (Québec) (Queer Palm refusé) | P.transidentité.l.b-f - Laurence (trans HvF, lesbien-bisexuelle continue d'aimer son ex-femme)                                                                                  | (cf. fr.wp)                 |
| Leaving Metropolis (en) | film                        |                                     | 2002  | Brad Fraser                         | (VIH-SIDA[réf. souhaitée]) | P.g.b.transidentité.[réf. souhaitée] | [réf. souhaitée]            |
| The Lollipop Generation (en) | film expérimental           |                                     | 2008  | G. B. Jones                         | | | [réf. souhaitée]            |
| Love on the Side (en) | film                        |                                     | 2004  | Vic Sarin                           | H | |                             |
| Maman est chez le coiffeur | film                        |                                     | 2008  | Léa Pool                            | | S.g.b. - M. Gauvin, le père (relation gay, mariage hétérosexuel, bisexuel) - Maxime Allard : Partenaire de golf (relation gay)                                                  | (cf. fr.wp)[réf. souhaitée] |
| Mulligans (en) | film                        |                                     | 2008  | Chip Hale (dir.)                    | H | |                             |
| The Nature of Nicholas |                             |                                     | 2002  |                                     | | |                             |
| No Skin Off My Ass | film                        |                                     | 1991  | Bruce LaBruce                       | H | |                             |
| Outrageous! | film                        |                                     | 1977  | Richard Benner                      | H (Canada) | P.g.travestissement. - Robin Turner (gay, travestis) | (cf. fr.wp)                 |
| Paris, France (en) | film                        |                                     | 1993  | Jerry Ciccoritti (dir.)             | H | b-m. |                             |
| The Perfect Son (en) | film                        |                                     | 2000  | Leonard Farlinger                   | H - VIH-SIDA | |                             |
| Pissoir (en) (Urinal) | film                        |                                     | 1988  | John Greyson                        | H | |                             |
| Prom Queen (TQ: La Reine du Bal)                                                                                                 | film                        |                                     | 2004  | John L'Ecuyer                       | H (Canada) adolescents - biographique homophobie - religion et LGBT - droit LGBT                                                                                           | P.g. (Marc Hall) | (cf. fr.wp)                 |
| Queercore: A Punk-u-mentary |                             |                                     | 1996  |                                     | | |                             |
| Rebelles (Lost and Delirious) | film                        |                                     | 2001  | Léa Pool                            | H (Canada) enfants et adolescents - acceptation de son homosexualité - personnage LGBT ayant un destin tragique                                                            | P.l.b-f. - Pauline (lesbienne) - Victoria (lesbienne non assumé, relation hétérosexuelle, bisexuelle)                                                                           | (cf. fr.wp)                 |
| Revoir Julie | film                        |                                     | 1998  | Jeanne Crépeau                      | H (Canada Québec) | P.l. - Julie et Juliet (lesbienne) | (cf. fr.wp)[réf. souhaitée] |
| Salut Victor |                             |                                     | 1989  |                                     | | |                             |
| Seul, avec Claude (Being at Home with Claude)                                                                                    | film                        |                                     | 1992  | Jean Beaudin                        | H (Québec) Prostitution masculine gay[réf. souhaitée] | P.g. - Yves (gay[réf. souhaitée]) | (cf. fr.wp)                 |
| Le Sexe des étoiles | film                        |                                     | 1993  | Paule Baillargeon                   | T (Québec) préjugés et discriminations envers les personnes LGBTI+ | P.transidentité. - Marie-Pierre (femme trans, père de Camille) | (cf. fr.wp)                 |
| Silver Road (ru) | court-métrage               |                                     | 2007  | Bill Taylor                         | | | [réf. souhaitée]            |
| Skin Deep (en) | film                        |                                     | 1995  | Midi Onodera (dir.)                 | H | transidentité |                             |
| Some Boys Do |                             |                                     | 2010  | Stephen Shypitka                    | | | [réf. souhaitée]            |
| Sugar (en) | film                        |                                     | 2004  | John Palmer (en) (dir.)             | H | |                             |
| Twist | film                        |                                     | 2003  | Jacob Tierney                       | (Canada (prostitution homosexuel masculine) | P.g. S.g. - Dodge (gay) - Oliver (gay) - prostitué (relation gay) - client (relation gay)                                                                                       | (cf. fr.wp)                 |
| Uncut (en) | film                        |                                     | 1997  | John Greyson                        | H | |                             |
| Vance and Pepe's Porn Start (en) (Porn Start ; Vance and Pepe)                                                                   | film documentaire parodique |                                     | 2011  | Mark Kenneth Woods                  | | | [réf. souhaitée]            |
| When Night Is Falling (TQ : Quand la nuit tombe)                                                                                 | film                        |                                     | 1995  | Patricia Rozema                     | H (Canada) découverte de son homosexualité - religion - discrimination à l'égard des LGBT                                                                                  | P.l.b-f. - Camille (bisexuelle) - Petra (lesbien) | (cf. fr.wp)                 |
| Whole New Thing (en) |                             |                                     | 2005  | Amnon Buchbinder                    | | | [réf. souhaitée]            |
| Wilby Wonderful | film                        |                                     | 2004  | Daniel MacIvor                      | H (Canada) | P.g. - l’agent municipal (gay) [réf. souhaitée] | (cf. fr.wp)[réf. souhaitée] |
| Winter Kept Us Warm (en) |                             |                                     | 1965  | David Secter                        | | P.g. - jeune tombeur et étudiant intellectuel (amitié gay) | [ 32 ]                      |
| The Yo-Yo Gang (en) | court-métrage               |                                     | 1992  | G. B. Jones                         | | | [réf. souhaitée]            |
| Zero Patience | film                        |                                     | 1993  | John Greyson                        | H (Canada) (VIH-SIDA) acceptation de son homosexualité - basé sur des faits réels                                                                                          | P.g. - Richard Francis Burton (gay non avoué) | (cf. fr.wp)[réf. souhaitée] |
| Cercle intime (The Monkey's Mask)                                                                                                | film                        | Australie France Italie Japon       | 2000  | Samantha Lang                       | H (Australie France Italie Japon Canada) | P.l. (Jill Fitzpatrick) | (cf. fr.wp)                 |
| Adorable Julia | film                        | États-Unis Hongrie Royaume-Uni      | 2004  | István Szabó                        | | | [réf. souhaitée]            |
| Scott Pilgrim (TQ : Scott Pilgrim contre le monde)                                                                               | film                        | États-Unis Royaume-Uni Japon        | 2010  | Edgar Wright                        | | S.g. - Wallace (gay) colocataire de Scott Pilgrim | [ 34 ]                      |
| L'Hôtel New Hampshire (The Hotel New Hampshire)                                                                                  | film                        | États-Unis Royaume-Uni              | 1984  | Tony Richardson                     | (États-Unis Canada Royaume-Uni) (inceste - viol collectif)[réf. souhaitée]                                                                                                 | lesbien - bisexualité[réf. souhaitée] | (cf. fr.wp)[réf. souhaitée] |
| Chloé (Chloe) | film                        | États-Unis France                   | 2009  | Atom Egoyan                         | H (Canada France États-Unis) | P.l.b-f. - Catherine Stewart (mariée, relation lesbienne, bisexualité)[réf. souhaitée] (Julianne Moore) - Chloé Sweeney (lesbienne, bisexuel[réf. souhaitée]) (Amanda Seyfried) | (cf. fr.wp)                 |
| Butley (film) (en) | film                        | Royaume-Uni États-Unis              | 1974  | Harold Pinter (dir.)                | H | bisexualité |                             |
| Amour et mort à Long Island (Love and Death on Long Island)                                                                      | film                        | Royaume-Uni                         | 1997  | Richard Kwietniowski                | H (Canada) (Royaume-Uni) | P.g.b-m. - Giles De'Ath (bisexuel[réf. souhaitée]) | (cf. fr.wp)                 |
| The Hanging Garden | film                        | Royaume-Uni                         | 1997  | Thom Fitzgerald                     | H | |                             |
| No Night Is Too Long (en) | téléfilm                    | Royaume-Uni                         | 2002  | Tom Shankland (dir.)                | H (TV) | gay |                             |
| Nous étions libres (TQ : La tête dans les nuages)(Head in the Clouds)                                                            | film                        | Royaume-Uni                         | 2004  | John Duigan                         | H (Canada Royaume-Uni) triangle amoureux - personnage LGBT ayant un destin tragique[réf. souhaitée]                                                                        | P.l.b-f. - Gilda Bessé (bisexuel) - Mia (lesbienne) | (cf. fr.wp)                 |
| Fire (फायर) | film                        | Inde                                | 1996  | Deepa Mehta                         | H (Canada Inde) découverte de son homosexualité | P.l. - Radha (lesbienne, mariage hétérosexuel, bisexuelle) - Sita'texte en gras' (lesbienne, mariage hétérosexuel, bisexuelle)                                                  | (cf. fr.wp)                 |
| Les Filles du botaniste (植物园; The Chinese Botanist's Daughters)                                                               | film                        | France                              | 2006  | Dai Sijie                           | H (Canada France) amour homosexuel impossible - discrimination et répression de l'homosexualité dans des pays communiste - personnage LGBT+ ayant une fin tragique         | P.l. - An (relation lesbienne) - Min (relation lesbienne, mariage hétérosexuel par pression social)                                                                             | (cf. fr.wp)                 |
| Martyrs | film                        | France                              | 2008  | Pascal Laugier                      | (Canada)[réf. souhaitée] | |                             |
| Un amour inattendu (An Unexpected Love)                                                                                          | téléfilm                    | États-Unis                          | 2002  | Lee Rose                            | H | P.l.b-f.travestissement. - Kate (bisexuel[réf. souhaitée]) - Mac (travestissement FvH[réf. souhaitée])                                                                          | (cf. fr.wp)                 |
| Les Anges de Boston (The Boondock Saints)                                                                                        | film                        | États-Unis                          | 1999  | Troy Duffy                          | (États-Unis)[réf. souhaitée] | | [réf. souhaitée]            |
| Liberace: Behind the Music (en)                                                                                                  | téléfilm[réf. souhaitée]    | États-Unis                          | 1988  | David Greene (dir.)                 | | P.g.[réf. souhaitée] | (cf. en.wp)                 |
| Noah’s Arc: Jumping the Broom (en)                                                                                               | film                        | États-Unis                          | 2008  | Patrik-Ian Polk                     | H (homoparentalité[réf. souhaitée]) | P.g. | (cf. en.wp)                 |
| Le Puits et le Pendule (The Pit and the Pendulum)                                                                                | film                        | États-Unis                          | 2009  | David DeCoteau (dir.)               | (États-Unis)[réf. souhaitée] | lesbien[réf. souhaitée] |                             |
| Shopping for Fangs (en) | film                        | États-Unis                          | 1997  | Quentin Lee Justin Lin (dir.)       | H[réf. souhaitée] | lesbien[réf. souhaitée] | (cf. en.wp)                 |
| The Truth About Alex | court-métrage               | États-Unis                          | 1986  | Paul Shapiro (dir.)                 | H (TV) | |                             |
| Je suis à toi | film                        | Belgique                            | 2014  | David Lambert                       | H (Belgique) prostitution masculine - VIH-SIDA | P.g.b-m. S.g.[réf. souhaitée] - Lucas (bisexuel) - Henry (gay) - client du bar (gay)[réf. souhaitée]                                                                            | (cf. en.wp)                 |
| The Raspberry Reich | film                        | Allemagne                           | 2004  | Bruce LaBruce                       | H (Allemagne Canada) | gay - bisexualité[réf. souhaitée] | (cf. fr.wp)[réf. souhaitée] |
| Hors les murs | film                        | Belgique France                     | 2012  | David Lambert                       | H (France Belgique Canada) | P.g.b-m. - Paulo (gay, bisexuel) - Ilir (gay) | (cf. fr.wp)                 |
| Juste la fin du monde | film                        | France (Québec)                     | 2016  | Xavier Dolan                        | (Film traitant de la mort) | P.g.[réf. souhaitée] | (cf. fr.wp)[réf. souhaitée] |
| Le Déclin de l'empire américain                                                                                                  | film                        | (Québec)                            | 1986  | Denys Arcand                        | H (Québec) VIH-SIDA | P.g. S.travestissement. - Claude (gay) - Kim (travesti) | (cf. fr.wp)                 |
| Full Blast | film                        | (Québec)                            | 1999  | Rodrigue Jean                       | | P.b-m. S.g. - Steph (accepte les avance de Charles, bisexuel) - Charles (gay)                                                                                                   | [ 40 ]                      |
| Mambo Italiano | film                        | (Québec)                            | 2003  | Émile Gaudreault                    | H (Québec) découverte de son homosexualité - préjugés et stéréotypes coming-out - homosexuel dans le placard[réf. souhaitée] - mariage hétérosexuel par contrainte sociale | P.g. S.g. - Angelo (couple gay) - Nino (couple gay, mariage hétérosexuel, bisexuel) - Peter (gay, conjoint d'Angelo)                                                            | (cf. fr.wp)                 |